# سیزده‌هراسی

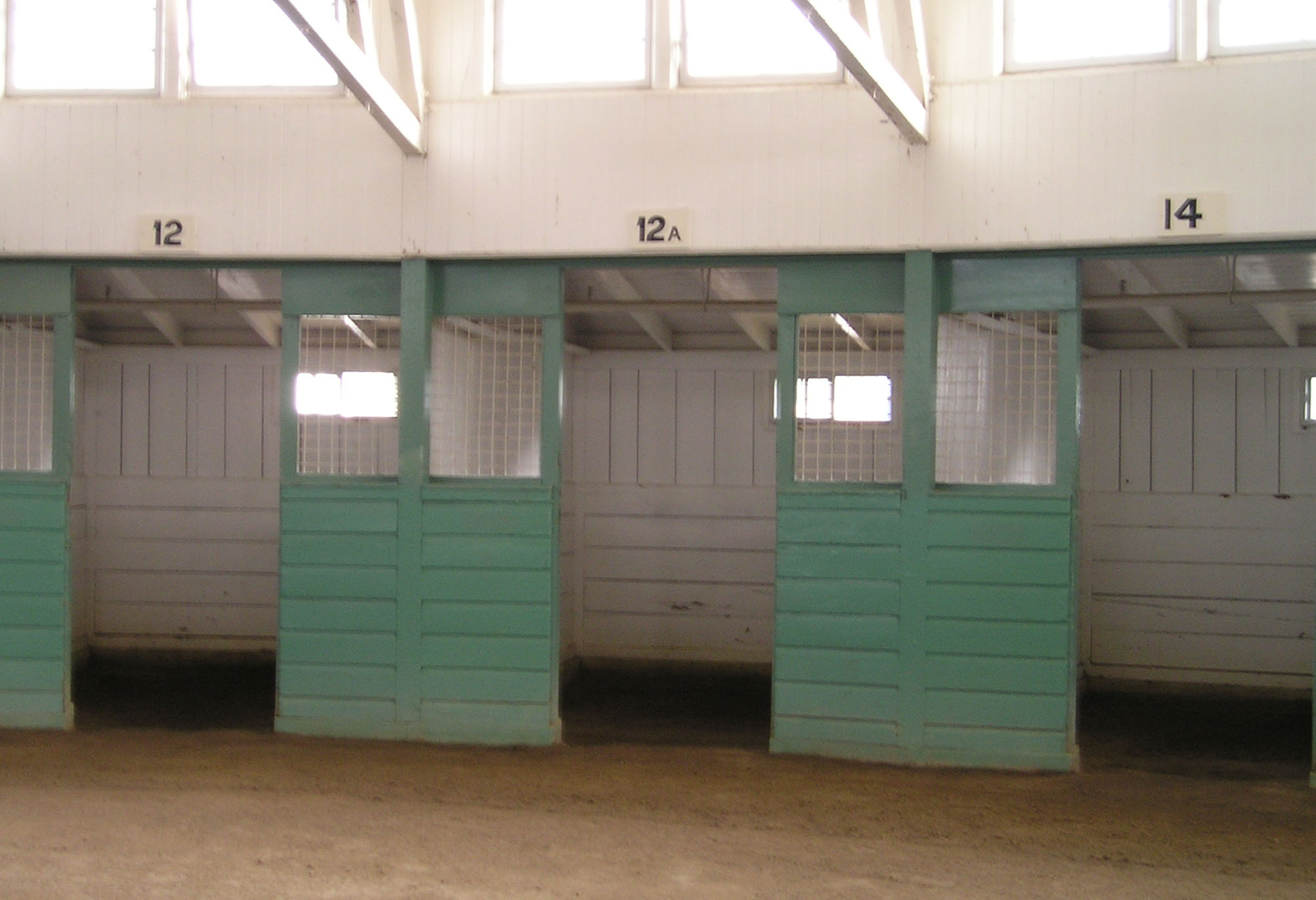
نمایی از انبار پذیرایی اسطبل پارک سانتا آنیتا (آمریکا) که سیزده‌هراسی را به‌وضوح نشان می‌دهد. در بالای اتاقک بین ۱۴ و ۱۲، به‌جای عدد۱۳، عدد ۱۲A نوشته‌شده‌است. - ۲۰۰۶

سیزده‌هراسی (به انگلیسی: Triskaidekaphobia) نوعی هراس است که منجر به ترس از عدد ۱۳ می‌شود. این هراس از نوعی خرافه منشأ می‌گیرد که سیزدهمین روزِ یک ماه را، که به‌طور اتفاقی با یک جمعه منطبق می‌شود، شوم و باعث بدشانسی می‌داند.
سیزده‌هراسی، یا ترس از عددِ سیزده، اکنون در همه‌جای دنیا پدیدهٔ آشنایی است. جالب است که در زبان انگلیسی، قدیمی‌ترین جایی که واژهٔ triskaidekaphobia (سیزده‌هراسی) دیده شده، کتاب روان‌شناسی ناهنجاری (۱۹۱۰)، نوشتهٔ ایزادور کوریا، روان‌کاو و عصب‌شناس آمریکایی است؛ بنابراین، سابقهٔ کاربردِ این واژه در انگلیسی به ۱۱۰ سال هم نمی‌رسد. می‌گویند در شام آخر، که عیسی و دوازده حواری‌اش دورِ میزی نشسته‌بودند، نفر سیزدهم یهودا اسخریوطی بود.
در بعضی برج‌های ساختمانیِ کشورهای دیگر، طبقهٔ سیزدهم وجود ندارد!